# 66번가-링컨 센터역
66번가-링컨 센터(영어: 66th Street–Lincoln Center)역은 미국 뉴욕 지하철 IRT 브로드웨이-7번로선의 완행역이다. 맨해튼 링컨 스퀘어의 66번가와 브로드웨이의 교차로에 위치하며, 전시간 1 열차가, 심야 2 열차가 운행된다.
66번가역은 1900년에 승인된 도시의 첫 지하철 노선의 일부로 인터버러 랴피드 트랜싯 컴퍼니(IRT)를 위해 건설되었다. 같은 해 8월 22일 66번가 역을 포함하는 노선의 건설이 시작되었다. 이 역은 1904년 10월 27일 뉴욕 지하철의 초기 28개역 중 하나로 개장했다. 역의 승강장은 개통 이후 연장되었다.
66번가역에는 2개의 상대식 승강장과 4개의 선로가 있으며, 급행 열차는 내부의 2개 선로를 이용하여 역을 우회한다. 이 역은 타일과 모자이크 장식으로 지어졌다. 승강장에는 66번가와 브로드웨이, 링컨 센터로 가는 출구가 있다. 이 역은 1990년 미국 장애인법을 준수하는 거리의 엘리베이터를 포함하고 있다.

## 역 구조
틀:NYCS Platform Layout IRT Broadway–Seventh Avenue Line/local

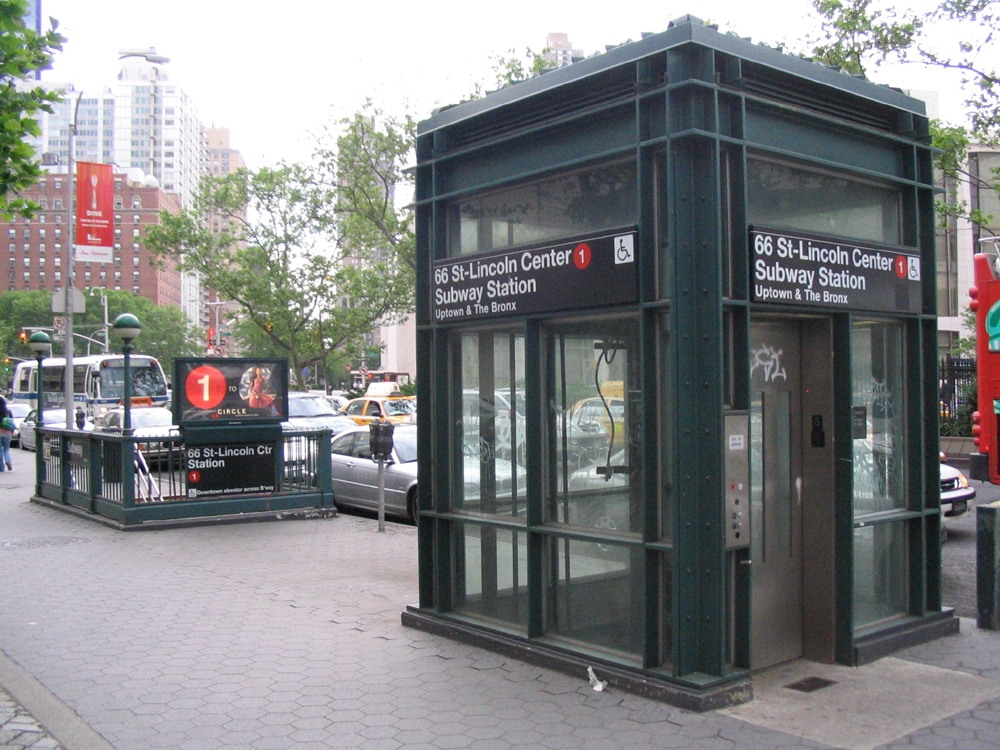
입구 및 엘리베이터

다른 완행역들과 마찬가지로 66번가에는 4개의 선로와 2개의 상대식 승강장이 있다. 두 개의 급행 선로는 주간에 2 열차가, 전시간 3 열차가 사용한다. 승강장은 원래 IRT의 다른 완행역과 마찬가지로 200 피트 (61 m) 길이였지만:4:8 1958년부터 1959년까지 연장된 승강장의 결과로 520 피트 (160 m) 길이가 되었다.
지상 엘리베이터는 ADA-접근성을 제공한다. 역의 남쪽 끝에 있는 상·하행선 상대식 승강장 사이에도 횡단로가 있지만, ADA-접근을 이용할 수 없고, ADA-접근용 무료 환승이 없다.

### 디자인
IRT의 일부로 건설된 다른 역들과 마찬가지로, 이 역은 개착식으로 건설되었다.:237 터널은 유틸리티 파이프와 전선을 포함하는 "U"자 모양의 홈통으로 덮여 있다. 이 홈통의 바닥에는 두께가 4 인치 (100 mm) 이상인 콘크리트 기초가 있다.:9 각 승강장은 두께 3-인치-thick (7.6 cm)의 콘크리트 슬래브로 구성되어 있으며, 그 아래에는 배수 분지가 있다. 원래의 승강장은 15 피트 (4.6 m) 간격으로 원형의 주철 도리아식 기둥을 포함하고 있으며, 승강장 연장선에는 I빔 기둥을 포함하고 있다. 선로 사이의 추가 기둥은 매 5 피트 (1.5 m) 간격으로 잭 아치 콘크리트 역 지붕을 지지한다.:4:9 홈통벽과 승강장벽 사이에는 1-인치 (25 mm)의 간격이 있으며, 타일 마감으로 덮여 있는 4-인치 (100 mm) 두께의 벽돌로 만들어졌다.:9
장식은 노란색 파양스 역명판, 담황색 타일 띠, 노란색 파양스 코니스, 파란색 파양스 명판으로 구성되어 있다.:37 원래 IRT역의 모자이크 타일은 아메리칸 인코스틱 타일 회사가 제작했으며, 각 역의 설치물을 하청받았다.:31 장식 작업은 타일 계약자인 맨해튼 글래스 타일 회사와 파양스 계약자인 그루비 페이언스 회사에 의해 수행되었다.:37 원래 승강장과 운임 통제 구역의 천장에는 석고 몰딩이 포함되어 있다.:10 승강장의 벽은 2004년에 보수되었고 뉴욕 예술가 낸시 스페로가 디자인한 모자이크로 장식되었다.

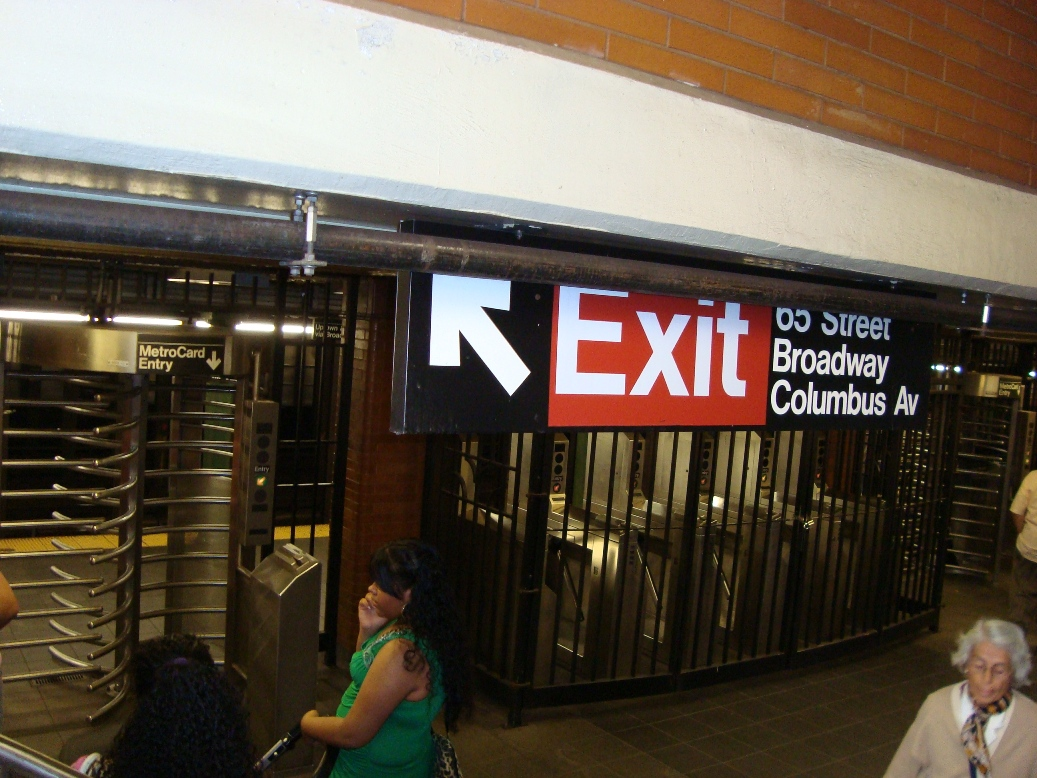
승강장 방면 개찰구

### 출구
브로드웨이와 66번가의 남동쪽 모퉁이에 2개의 계단과 1개의 엘리베이터가 있으며, 북쪽으로 향하는 승강장으로 이어진다. 같은 교차로의 남서쪽 모퉁이에 2개의 계단과 1개의 엘리베이터가 남행 승강장으로 이어진다. 출입구 세트는 모두 각각의 승강장 레벨로 직접 연결된다. 세 번째 출구는 남행 승강장의 남쪽 끝에 있으며, 콜럼버스 애비뉴와 65번가의 남서쪽 모퉁이로 가는 계단과 데이비드 게펜 홀로 가는 통로를 포함한다. 역의 이 구간에는 십자선이 있다.
브로드웨이 남동쪽 모퉁이와 66번가에 2개의 계단과 1개의 엘리베이터가 있으며 북향 승강장으로 연결된다. 같은 교차로의 남서쪽 모퉁이에 있는 2개의 계단과 1개의 엘리베이터는 남행 승강장으로 연결된다. 출구는 모두 각각의 승강장층으로 직접 연결된다. 남행 승강장의 가장 남쪽 끝에 있는 세 번째 출구에는 콜럼버스 애비뉴와 65번가의 남서쪽 모퉁이로 이어지는 계단과 데이비드 게펜 홀(David Geffen Hall)로 가는 통로가 있다. 역의 이 구간에는 횡단로가 포함되어 있다.

## 인근 역세권
역에서 남쪽으로는 링컨 공연·예술센터, 서쪽으로는 앨리스 툴리 홀로 갈 수 있다. 모든 링컨센터 공연장은 역의 남쪽 끝 근처에서 지하 중앙홀로 연결된다. 남쪽 끝의 위층에 있는 단테 공원(Dante Park)은 시인 단테 알리히에리(Dante Alighieri)의 이름을 따서 지어졌으며, 그의 동상은 이곳에서 발견된다. 리처드 터커 공원(Richard Tucker Park)은 링컨 광장의 북쪽 끝에 근처에 있다.
인근에는 피오렐로 H. 라과디아 음악·예술·공연예술 고등학교와 이전 마틴 루터 킹 Jr. 고등학교 건물에 위치한 일부 소규모 학교를 포함한 여러 학교도 있다.
이 역은 다음에 대한 접근을 제공한다:
- ABC 텔레비전 센터 이스트 스튜디오, 및 계열사 WABC-TV
- 미국 민속미술관
- 암스테르담 하우스, 뉴욕시 주택청
- 더 비콘 스쿨
- 레너드 번스타인 웨이 (암스테르담 애비뉴와 브로드웨이 사이의 서65번가)
- 센트럴 파크
- 사도 성 바오로 교회
- 선한 목자의 교회(Church of the Good Shepherd)
- 에티컬 컬쳐 필드스톤 스쿨, 로어 스쿨
- 포덤 대학교 링컨 센터 캠퍼스
- 홀리 트리니티 교회
- 피터 제닝스 웨이 (콜럼버스 애비뉴·센트럴 파크 웨스트 사이의 서 66번가)
- 줄리아드 학교
- 링컨 공연·예술센터
- 링컨 스퀘어 파머스 마켓(리처드 터커 스퀘어 소재)
- 링컨 스퀘어 시나고그
- 맨해튼 뉴욕 성전(몰몬교)
- 머킨 콘서트홀
- 성서미술관(미국성서공회)
- 뉴욕 공과대학
- 뉴욕 윤리 문화 협회
- 웨스트 사이드 YMCA